# Олафур Стефансон
Олафур Індріді Стефансон (нар. 3 липня 1973, Рейк'явік, Ісландія) — колишній ісландський гандболіст, який протягом багатьох років був капітаном чоловічої національної збірної Ісландії з гандболу, але оголосив про завершення міжнародної кар'єри після закінчення Літніх Олімпійських ігор у Лондоні у 2012 році. Його позиція була прямою. На піку свого розвитку він вважався одним із найкращих гандболістів світу.
Як гравець своєї національної збірної, він забив 1570 голів, поступаючись лише угорцям Перерв Ковачу та Гудьону Валуру Сігцрдсону. Він також є одним із найвитриваліших гандболістів усіх часів, будучи старшим польовим гравцем із 1992 року.
Він був визнаний ісландським спортсменом року в 2002, 2003, 2008 і 2009 роках. Він виграв срібло зі збірною Ісландії з гандболу на Олімпійських іграх у Пекіні 2008 року, а також бронзу на чемпіонаті Європи 2010 року.

## Родина
Він є братом ісландського баскетболіста Йона Арнора Стефанссоната колишнього футболіста Еггерта Стефанссона, який грав за «Фрам» в Урвалсдеілд карла